# El plor de la ciutat
El plor de la ciutat (títol original en anglès Cry of the City) és una pel·lícula estatunidenca dirigida per Robert Siodmak i estrenada l'any 1948.

## Argument
Un astut i perillós delinqüent, que ha matat un policia, és perseguit per un tinent d'homicidis del que va ser company de jocs quan tots dos eren nens al barri italià (Little Italy) de Nova York.

## Comentaris
Una clara mostra del talent de Siodmak per abordar el camp del cinema negre. Amb una realització vigorosa i una tècnica impecable Siodmak narra, amb un cert to maniqueista i moralitzant, aquest relat sobre un tinent d'homicidis que ha d'investigar el cas d'un lladregot de qui va ser amic d'infància del barri que els va veure créixer.
Basat en la novel·la de Henry Edward Helseth The Chair for Martin Rome, el film fou rodat en exteriors naturals per tal de reflectir amb realisme la connexió natural del gàngster amb la vida urbana. Envoltat de personatges secundaris genials, Richard Conte encarna amb la seva habitual solvència el gàngster patètic, cruel i egoista.

## Repartiment
- Victor Mature: Tinent Candella
- Richard Conte: Martin Rome
- Fred Clark: Tinent Collins
- Shelley Winters: Brenda Martingale
- Betty Garde: Miss Pruett
- Berry Kroeger: W. A. Niles
- Tommy Cook: Tony Rome
- Debra Paget: Teena Riconti
- Hope Emerson: Rose Given
- Roland Winters: Ledbetter
- Walter Baldwin: Orvy
- Howard Freeman: Sullivan